# موقع بونغي-ري للاختبارات النووية

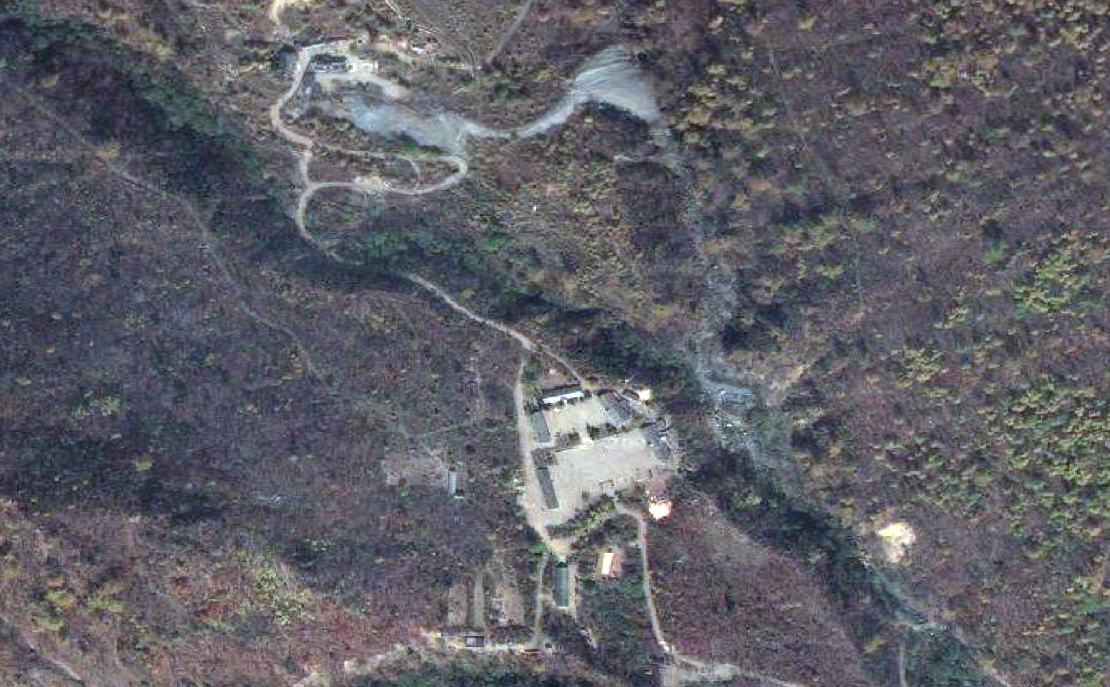
الموقع المذكور (موقع بونغي-ري للتجارب النووية), تُظهر هيئة المسح الجيولوجي الأمريكية في هذه الصورة شدة التجربة النووية لكوريا الشمالية التي كانت في 2013.

موقع بونغي-ري للاختبارات النووية هو كان موقع التجارب النووية الوحيد المعروف لكوريا الشمالية. أجريت عليها تجارب نووية في أكتوبر 2006، مايو 2009، فبراير 2013، يناير 2016، سبتمبر 2016 وسبتمبر 2017.